# Falašćak
Falašćak is een plaats in de gemeente Samobor in de Kroatische provincie Zagreb. De plaats telt 148 inwoners (2001).